# Ludogorie

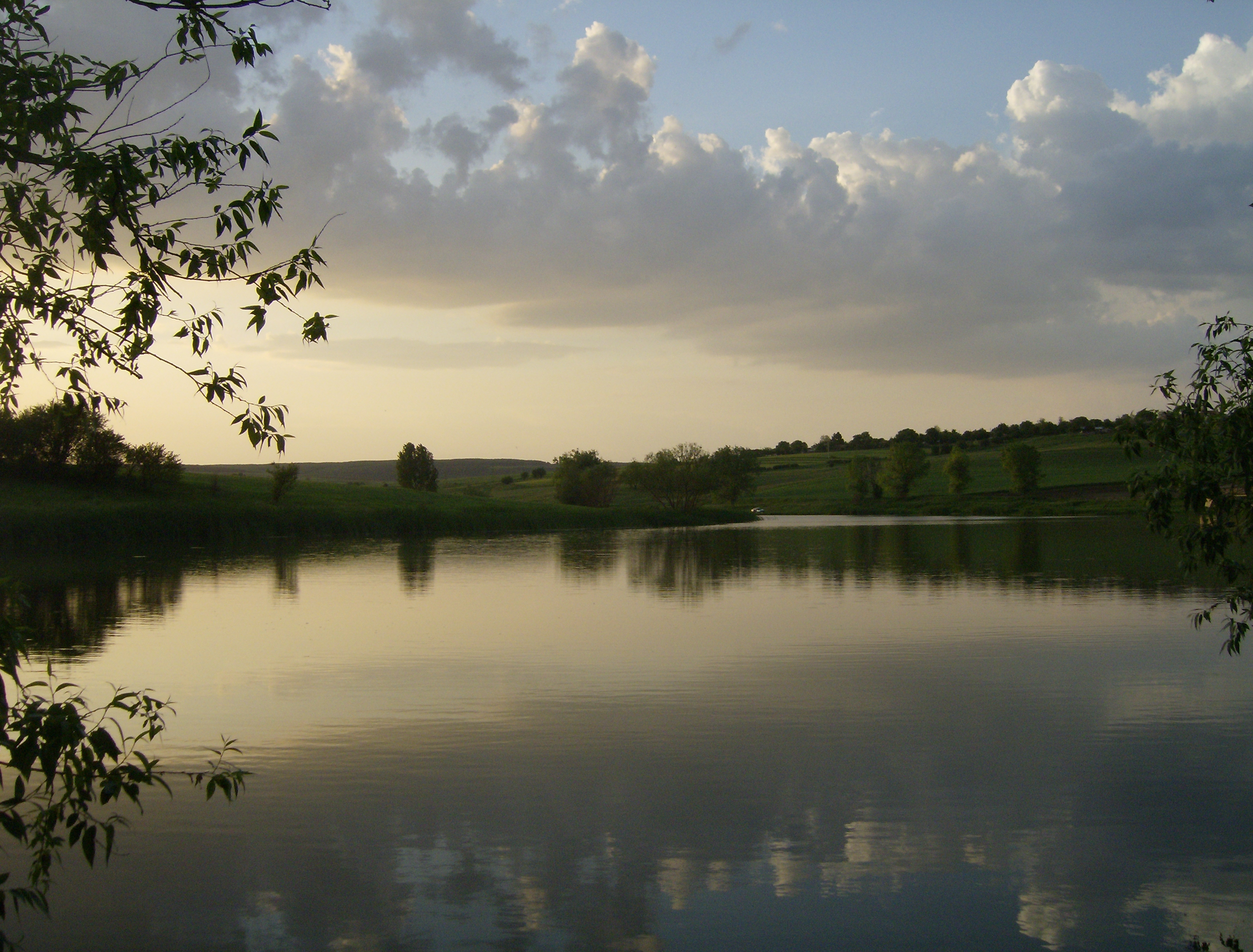
Sonnenaufgang in Ludogerie

Ludogorie (bulgarisch Лудогорие, türkisch Deli Orman) ist eine historische Landschaft in Nordostbulgarien und eine gleichnamige Ebene. Das Gebiet von Ludogorie umfasst 2638 km2. Es liegt in der Donautiefebene, gehört überwiegend zur Oblast Rasgrad und umfasst die Städte Nowi Pasar, Pliska, Isperich, Targowischte und Rasgrad.
Die Ludogorie-Ebene ist im Osten hügelig und erreicht in der Nähe des Dorfes Samuil eine Höhe von 485 m über dem Meeresspiegel. Im Norden geht sie in die Ebenen der Dobrudscha und die Donautiefebene über. Hier liegt auch der niedrigste Punkt bei Iper auf einer Höhe von 39 m. Die Ludogorie-Ebene ist Teil der Donautiefebene.
Die türkische Bezeichnung der Region war Deli Orman, was in der wörtlichen Übersetzung „verrückter Wald“ bedeutet, auf Bulgarisch „Luda gora“ oder als Gebietsbezeichnung Ludogorie. Ludogorie ist somit eine Übertragung des alten türkischen Namens Deliorman ins Bulgarische. Die bulgarische Landschaftsbezeichnung wurde 1942 offiziell in „Polesje“ abgeändert. Der Name setzte sich jedoch nicht durch und wurde 1950 durch den neuen offiziellen Namen Ludogorie ersetzt. Ludogorie wird meist mit dem angehängten bestimmten Artikel („-to“) benutzt und das Gebiet dann als „Ludogorieto“ bezeichnet. In der Alltagssprache hielt sich jedoch auch bis heute parallel dazu der Name Deliorman.
Bis zum 18. Jahrhundert war die Region von dichtem Wald bedeckt, der nahtlos in die Wälder des Balkangebirges überging. Heute sind die meisten Wälder verschwunden. Nur der Wald im „Wasserreservat“ ist erhalten geblieben und erinnert an den historischen Zustand. Die Region ist arm an Wasserressourcen. Der einzige bedeutende Fluss, der durch die Region fließt, ist der Beli Lom.
Die Bevölkerung der Region besteht aus Bulgaren, Türken, Gadschalen (muslimische Gagausen) und Roma.
Die Landschaft ist Namensgeber für den Ludogorie Peak, einen Berg auf der Livingston-Insel in der Antarktis.